# Gaetano Vinci
Gaetano Vinci (Messina, 24 settembre 1869 – dopo il 2 marzo 1945) è stato un medico e politico italiano.

## Biografia
Laureato in medicina a Palermo, è stato professore ordinario di materia medica e farmacologica sperimentale a Cagliari, Modena e Messina, professore ordinario di farmacologia, preside della Facoltà di medicina e rettore all'università di Messina. È stato commissario dell'Istituto superiore di medicina veterinaria alla Università di Messina, presidente dell'Ordine dei medici e membro del consiglio sanitario provinciale di Messina, socio onorario della Accademia di scienze di Torino, presidente dell'Accademia Peloritana dei Pericolanti.